# Interstate 194 (Michigan)
Pour les articles homonymes, voir Route 194.
L'Interstate 194 (I-194) est une autoroute auxiliaire de 3,4 miles (5,5 km) entre le centre-ville de Battle Creek et l'I-94 au sud de la ville. L'I-194 est la seule autoroute auxiliaire de l'I-94 au Michigan et forme un multiplex sur toute sa longueur avec la M-66, laquelle continue au nord et au sud de l'autoroute.

## Description du tracé
Faisant partie d'une route plus longue, l'I-194 débute lorsque la M-66 s'élargit au sud de l'I-94 près de Beckley Road. L'autoroute débute officiellement à l'échangeur avec l'I-94. L'autoroute se dirige vers le nord et rencontre deux voies locales avant de prendre fin au centre-ville de Battle Creek, à l'intersection avec Hamblin Avenue. Au-delà du terminus nord, la M-66 poursuit vers le nord.

## Liste des sorties
| Interstate 194          |              |      |      |        |                                                 |                                                                                                  |
| Comté                   | Municipalité | mi   | km   | Sortie | Intersections / Destinations                    | Notes                                                                                            |
| Calhoun                 | Battle Creek | 0,00 | 0,00 | 1      | I-94 – Détroit, Chicago M-66 (en) sud – Sturgis | Terminus sud du multiplex avec M-66; indiqué sortie 1A (est) et 1B (ouest); sortie 98B de l'I-94 |
| Calhoun                 | Battle Creek | 2,05 | 3,30 | 2      | M-96 (en) (East Columbia Avenue)                |                                                                                                  |
| Calhoun                 | Battle Creek | 3,16 | 5,09 | 3      | I-94 BL (Dickman Road)                          |                                                                                                  |
| Calhoun                 | Battle Creek | 3,37 | 5,43 |        | Hamblin Avenue M-66 (en) nord – Ionia           | Terminus nord du multiplex avec M-66; intersection à niveau                                      |
| - Terminus de multiplex |              |      |      |        |                                                 |                                                                                                  |